# Comuna Nîjnopokrovka, Starobilsk
Nîjnopokrovka (în ucraineană Нижньопокровка) este o comună în raionul Starobilsk, regiunea Luhansk, Ucraina, formată din satele Marînivka, Nîjnopokrovka (reședința) și Suhanivka.

## Demografie
Componența lingvistică a comunei Nîjnopokrovka
     Ucraineană (95,52%)
     Rusă (4,38%)
     Alte limbi (0,1%)
Conform recensământului din 2001, majoritatea populației comunei Nîjnopokrovka era vorbitoare de ucraineană (95,52%), existând în minoritate și vorbitori de rusă (4,38%).